# Paul Dobert
Paul Hermann Victor Dobert (* 20. Juli 1860 in Boltenhagen, Kreis Schivelbein; † 22. März 1931 in Nächst Neuendorf) war ein deutscher Zeitschriftenredakteur in Berlin.

## Leben und Wirken
Paul Dobert war 1885 als Redakteur der Deutschen Illustrirten Zeitung tätig.
Spätestens seit 1893 leitete er die Zeitschrift Vom Fels zum Meer, bis etwa 1901. In diesem Jahr war er auch kurzzeitig Redakteur der Gartenlaube. Danach war er viele Jahre verantwortlicher Redakteur der Woche.
Paul Dobert war Vorstandsmitglied der Deutschen Schriftsteller-Genossenschaft 1891/94 und Mitglied im Verein Berliner Presse.
Seit etwa 1920 lebte er in Nächst Neuendorf bei Zossen, wo er 1931 auch starb.

## Publikationen
Paul Dobert verfasste zahlreiche Artikel für Zeitschriften. Außerdem veröffentlichte er zwei Bücher.
Autor
- Frauen-Erwerb. Eine Antwort auf die Fragen: Was können unsere Töchter werden? Wo und wie erwerben sie die notwendigen Kenntnisse? Adalbert Fischer, Leipzig, 1892
- Auch eine alltägliche Geschichte, Es werde Licht, Berlin, 1921[5]

Vorwort
- Francis Gribble: Franz Joseph. Tragödie eines Kaiserhauses, F. Fontane & Co., Berlin, 1922, mit einem Vorwort von Paul Dobert

Artikel
- Eine arabische Prinzessin, in Deutsche Illustrirte Zeitung, 2/2. 1886. S. 418f. Digitalisat; über Emily Ruete

## Charakteristik
Die Berliner Schriftstellerin Dora Duncker beschrieb Paul Dobert 1894 so:

„Einer der glücklichsten Schriftsteller, die wir haben, muß Paul Dobert sein, der jetzige Chefredakteur von »Vom Fels zum Meer«.  (...) Dobert lacht immer; ich habe ihn nie anders als lächelnd gesehen, mit einem gewissen Lächeln, wie wenn er mit sich und der Welt höchst zufrieden sei.  (...) Er selbst mißfällt mir, mißfällt mir durch sein Lachen, durch seine bescheidene, dünne Stimme, durch die ganze Art, wie er, der reiche Journalist, nach außen hin ärmlich auftritt, durch den Mangel an Individualität, den man bald herausfindet. Wo sich Schriftsteller zu einem gemütlichen Abend zusammenfinden, ist Paul Dobert sicher zu finden, ebenso sicher, wie er nie zu finden ist, wenn irgend ein mühseliger Vereinsposten zu besetzen ist (...)“